# Hội trường vải Kraków
Hội Trường Vải Kraków  (tiếng Ba Lan: Sukiennice, phát âm [sukʲɛˈɲit͡sɛ]) ở Lesser Poland, có từ thời Phục hưng và là một trong những biểu tượng dễ nhận biết nhất của thành phố. Đây là tính năng trung tâm của Quảng trường chính nằm trong Phố cổ Kraków (nằm trong danh sách Di sản thế giới của UNESCO từ năm 1978).

## Lịch sử
Nó đã từng là một trung tâm lớn của hoạt động thương mại quốc tế. Các thương nhân du lịch đã gặp nhau ở đó để thảo luận về kinh doanh và trao đổi hàng hóa. Trong thời kỳ hoàng kim của nó vào thế kỷ 15, hội trường là nguồn nhập khẩu đa dạng từ phương đông - gia vị, lụa, da và sáp - trong khi Kraków tự xuất khẩu hàng dệt, chì và muối từ Mỏ muối Wieliczka.
Trong khu vực lân cận ngay kế bên của hội trường, Ngôi nhà cân lớn và Nhà cân nặng nhỏ tồn tại cho đến thế kỷ 19. Ngoài ra, những hội trường vải khác tương tự cũng đã tồn tại ở Ba Lan cũng như các thành phố châu Âu khác như ở Ypres, Bỉ; Braunschweig, và ở Leeds, Anh.
Kraków là thành phố thủ đô của Ba Lan và là một trong những thành phố lớn nhất ở châu Âu từ trước thời Phục hưng. Tuy nhiên, sự suy tàn của nó bắt đầu với việc di chuyển thủ đô đến Warsaw vào cuối thế kỷ 16. Sự suy tàn của thành phố đã được thúc đẩy bởi các cuộc chiến tranh và chính trị dẫn đến sự phân vùng của Ba Lan vào cuối thế kỷ 18. Vào thời điểm phục hồi kiến trúc được đề xuất cho hội trường vải vào năm 1870 dưới sự cai trị của Áo, phần lớn trung tâm thành phố lịch sử đã bị suy yếu. Một sự thay đổi trong vận may chính trị và kinh tế cho Vương quốc Galicia và Lodomeria đã mở ra một cuộc phục hưng do Hội đồng lập pháp mới thành lập hoặc Sejm of the Land. Việc cải tạo thành công Hội trường Vải, dựa trên thiết kế của Tomasz Pryliński và được giám sát bởi Thị trưởng Mikołaj Zyblikiewicz, Thống chế Sejm, là một trong những thành tựu đáng chú ý nhất trong thời kỳ này.
Hội trường đã tiếp đón nhiều vị khách nổi tiếng trong nhiều thế kỷ và vẫn được sử dụng để giải trí cho các vị vua và chức sắc, như Charles, Hoàng tử xứ Wales và Hoàng đế Akihito của Nhật Bản, người đã được chào đón ở đây vào năm 2002. Trong quá khứ, những trận bóng được tổ chức ở đây, đáng chú ý nhất là sau khi Hoàng tử Józef Poniatowski đã giải phóng một thời gian ngắn thành phố khỏi người Áo vào năm 1809. Bên cạnh lịch sử và giá trị văn hóa của nó, hội trường vẫn được sử dụng như một trung tâm thương mại.

## Bảo tàng tầng trên

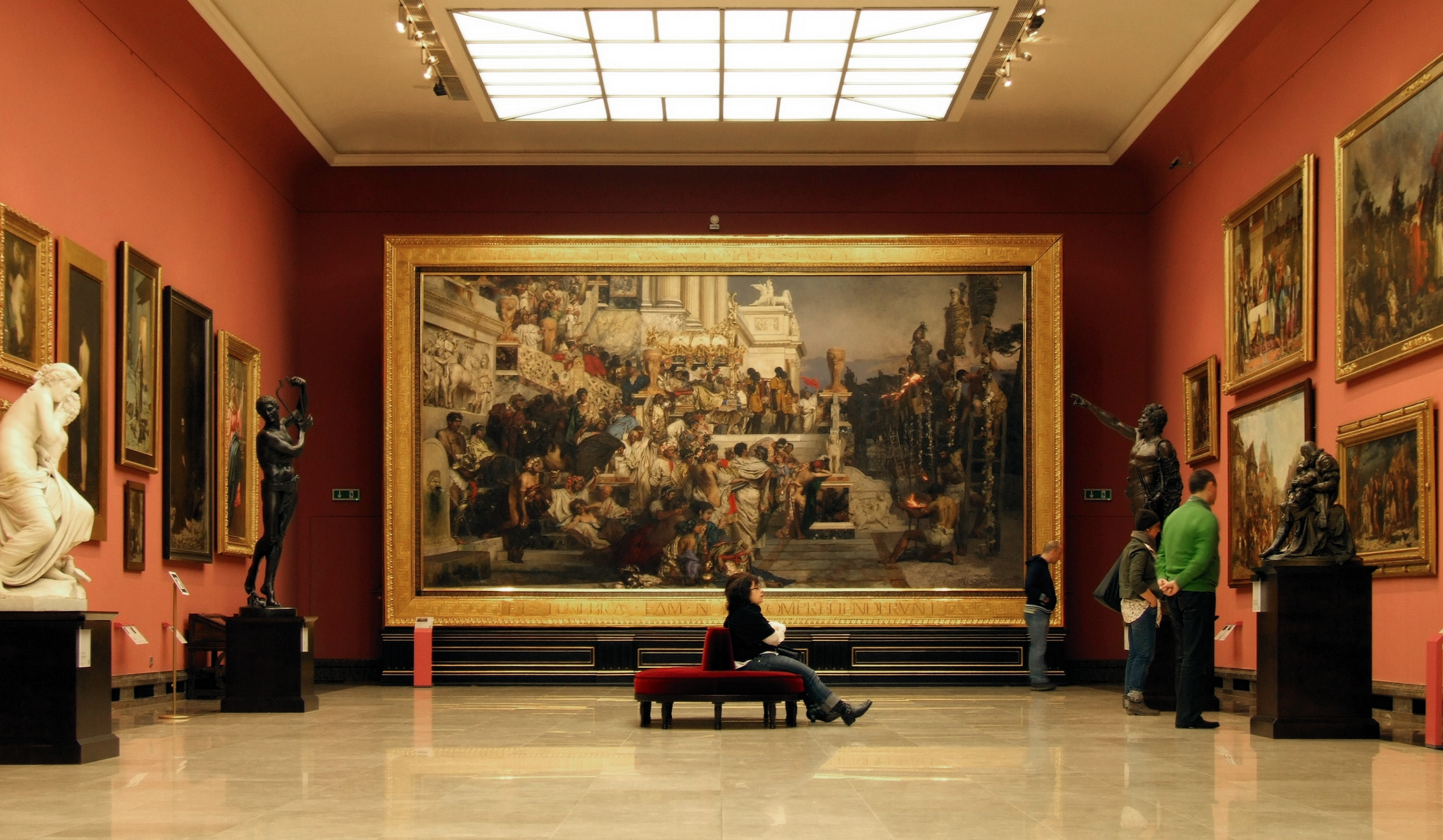
Bảo tàng Sukiennice, trên lầu

Ở tầng trên của hội trường là bộ phận Bảo tàng Sukiennice của Bảo tàng Quốc gia, Kraków. Nó giữ triển lãm thường trực lớn nhất của hội họa và điêu khắc Ba Lan thế kỷ 19, trong bốn phòng triển lãm lớn được sắp xếp theo giai đoạn lịch sử và chủ đề mở rộng thành toàn bộ thời đại nghệ thuật. Bảo tàng được nâng cấp vào năm 2010 với các thiết bị kỹ thuật mới, nhà kho, không gian dịch vụ cũng như bố trí theo chủ đề được cải thiện cho màn hình.
Phòng trưng bày nghệ thuật Ba Lan thế kỷ 19 là một địa điểm văn hóa lớn kể từ thời điểm khai trương vào ngày 7 tháng 10 năm 1879. Nó có các bức chân dung cuối thế kỷ 18 theo phong cách Baroque, Rococo và Cổ điển và các cảnh chiến đấu của Ba Lan và nước ngoài thời tiền Romantics; nghệ thuật phân vùng Ba Lan với Lòng tôn kính Phổ nổi tiếng của Jan Matejko; Cảnh thần thoại và Kinh thánh với Ngọn đuốc Nero hoành tráng của Henryk Siemiradzki, nghệ thuật của các thành viên đại diện của Người trẻ Ba Lan từ đầu thế kỷ 20 bao gồm Jacek Malczewski, Józef Chełmoński; những người theo trường phái ấn tượng nổi bật Józef Pankiewicz và Leon Wyczółkowski; những bức tranh của Wojciech Gerson và Julian Fałat, cũng như <i id="mwTA">Ecstasy</i> lớn và gây tranh cãi, hay <i id="mwTQ">Frenzy of Exultations</i> của Władysław Podkowiński trong số những kiệt tác khác.

## Hình ảnh lịch sử

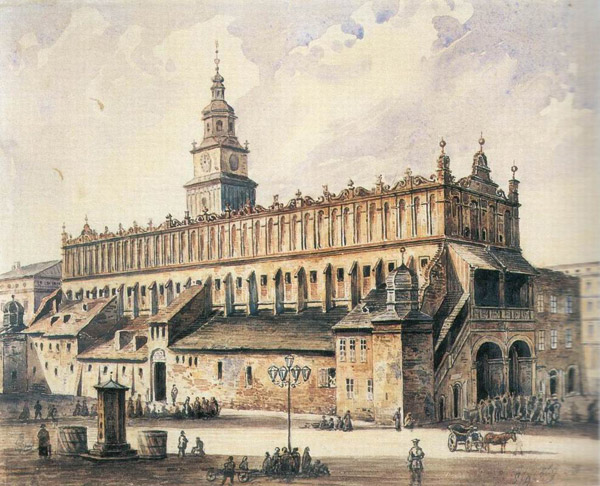
Trước khi phục hồi thế kỷ 19
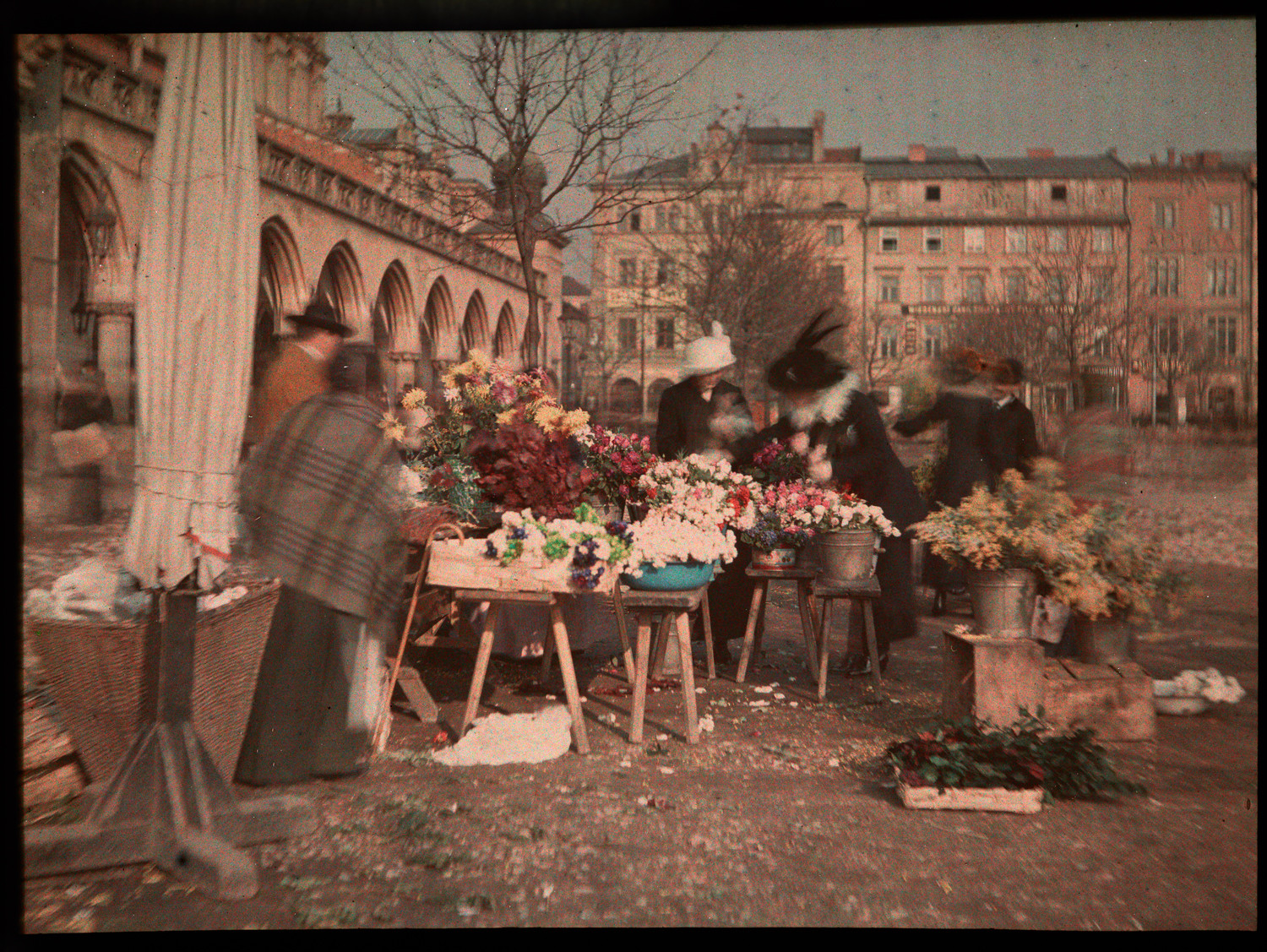
Hội trường vải Krakow năm 1912
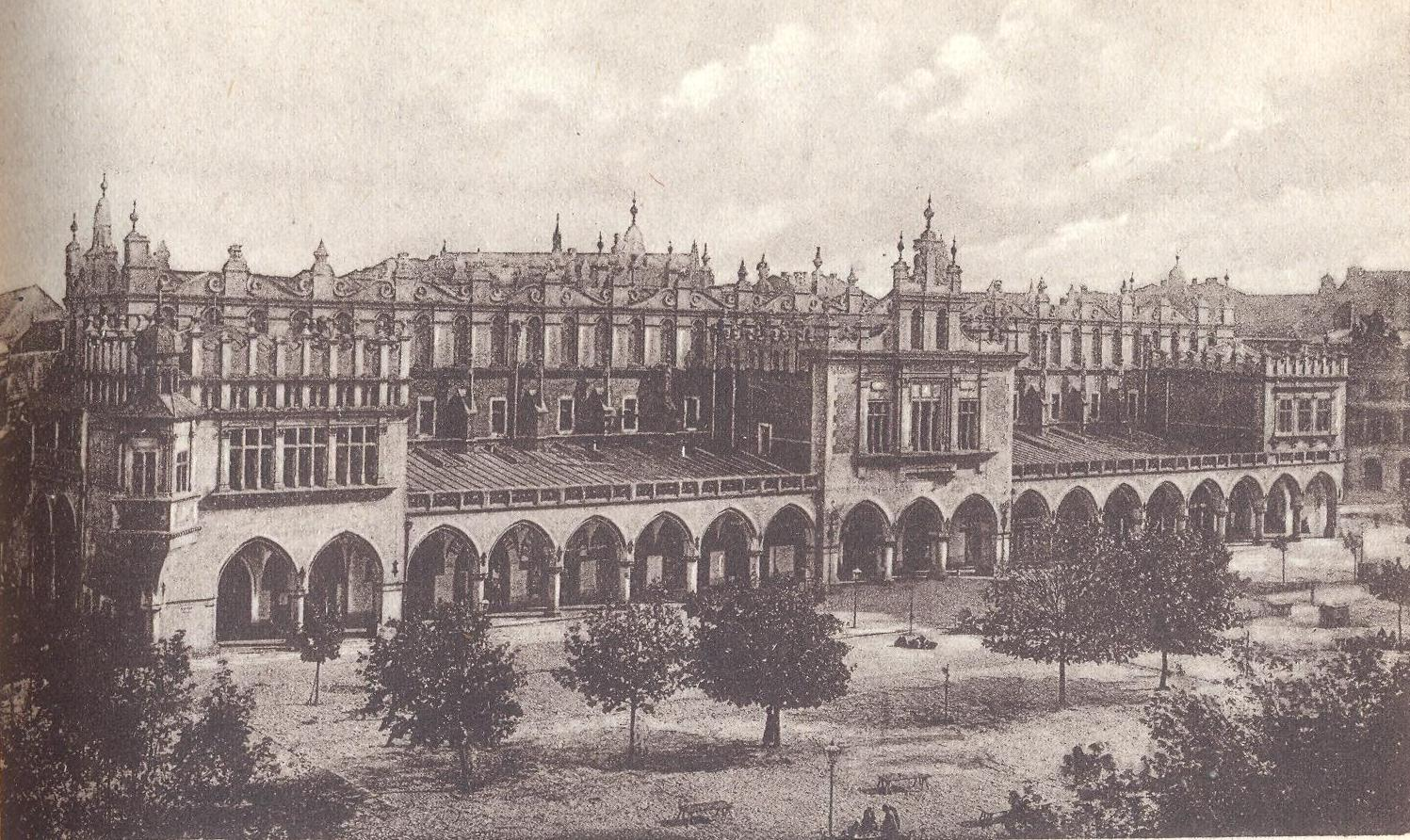
Hội trường vải Krakow năm 1930
- Hội trường vải Krakow năm 1938 Hội trường vải Krakow năm 1938